# Jorge Pinto de Azevedo
Jorge Pinto de Azevedo (século XVII) foi um arbitrista e escritor português.

## Biografia
No contexto da Restauração Portuguesa, escreveu uma obra intitulada "Aduertencias ha Coroa del Rey Dom João 4º", que visa caracterizar a situação portuguesa no Oriente e propor soluções para a crise em que vivia mergulhada em meados do século XVII. A obra é ilustrada com uma carta regional aquarelada mostrando a cidade Cantão e o delta dos rios do Oeste (Xi Jiang) e das Pérolas, de Ainão até Lantau, e a península de Macau, atualmente na Biblioteca da Ajuda em Lisboa.
Neste mapa, o foco é a massa continental, estando reduzidos ao mínimo os elementos respeitantes à península de Macau, desenhandos sem perspectiva e muito desproporcionados:
- as Portas do Cerco;
- a muralha do lado Norte;
- os principais acidentes topográficos;
- quatro edifícios (distribuídos de forma muito semelhante às igrejas representadas em uma planta anterior, de Manuel Godinho de Erédia); e
- cinco pontos providos de peças de artilharia (certamente as fortalezas de São Paulo, de São Francisco, da Guia, do Bom Parto e da Barra).

A perspectiva eleita pelo autor encontra-se justificada no texto das Aduertencias, onde se demora na descrição da planificação de um ataque militar a Cantão a partir de Macau e na subsequente ocupação dos "rios e mar da pintura" (Aduertencias, fol. 27r.).

## Obra
- Advertências e Queixumes a D. João IV, em 1646, sobre a decadência do Estado da Índia e o proveito de Macau na sua restauração